# 969

## Evenimente

### Africa
- 6 februarie - 9 iulie - Cucerirea fatimidă a Egiptului: Califatul Fatimid cucerește după un asediu de durată teritoriile Egiptului de astăzi din mâinile ihșidizilor. Armatele califului fatimid al-Mu'izz au fost susținute de forțele navale ale Republicii Amalfi în schimbul privilegiilor comerciale în sudul Mării Mediterane.[1]

## Nașteri
- Ștefan I, rege al Ungariei (1000-1038), fondatorul statului maghiar (d. 1038)

## Decese
- dată necunoscută: Sfânta Olga sfânt și nobil din Rusia Kieveană (n. 890)
- decembrie: Nicefor al II-lea Focas  (n. 912)
- 30 ianuarie: Petru I al Bulgariei  (n. ?)